# Церпински, Вальдемар
Вальдема́р Церпи́нски (нем. Waldemar Cierpinski; род. 3 августа 1950 года) — восточногерманский марафонец, двукратный олимпийский чемпион (1976 и 1980), бронзовый призёр первого чемпионата мира с результатом 2:10.37. В 1976 и 1980 годах признавался спортсменом года в ГДР.
Вальдемар начал свою карьеру в лёгкой атлетике с бега с препятствиями. На марафон перешёл в 1974 году.
На Олимпийских играх 1976 года установил в марафоне новый олимпийский рекорд 2:09.55. Этот результат в течение 9 лет будет национальным рекордом. В 1980 году завоевал вторую золотую медаль на Олимпийских играх, выиграв марафонскую дистанцию с результатом 2:11.03. Не смог участвовать в олимпийском марафоне 1984 года из-за бойкота. Вместе с легендарным Абебе Бикилой из Эфиопии является обладателем уникального достижения — победитель олимпийского марафона на двух Играх подряд.
Церпински признавался, что его главные старты — это олимпийские. Журналисты считают, что, возможно, Церпински мастерски удавалось набирать максимальную форму именно ко дню олимпийского старта. Ведь в перерывах между Олимпиадами спортсмен выступал сравнительно мало и никогда не поднимался в табеле лучшего мирового времени выше 12-го места. А лучшим результатом на коммерческих марафонах можно считать третье место в Фукуоке в 1976 году.
На олимпийском марафоне 1976 года Вальдемар был тёмной лошадкой, представляя ГДР в одиночку. Во время монреальского забега действующий олимпийский чемпион и фаворит американец Фрэнк Шортер ничего о нём не знал и принимал за португальца Карлуша Лопеша. На стадионе Церпински по недоразумению пробежал лишний круг, на финише его уже поджидал расстроенный Шортер. В конце 1990-х годов Шортер будет настаивать на пересмотре результатов на основании появившихся архивных данных о тотальном использовании стероидов в олимпийской сборной ГДР. Однако, в 1998 году президент МОК Самаранч откажет на том основании, что это уже давно стало историей, которую никто пересматривать не станет.
Проживает в Галле, где у него с 1990 года открыт свой спортивный магазин.